# Naturschutzgebiet Dingdener Heide
Das Naturschutzgebiet Dingdener Heide (NSG-Kennung WES-002) ist rund 212 Hektar groß und befindet sich in der Gemarkung Dingden im Gebiet der nordrhein-westfälischen Stadt Hamminkeln.

## Lage
Das Gebiet liegt im Übergangsbereich zwischen Münsterland und Niederrhein und erstreckt sich vorwiegend über extensiv genutzte frische, feuchte bis nasse Grünlandflächen. Diese sind durch Feldgehölze und Heckenstrukturen gegliedert und besonders als Lebensraum für mehrere gefährdete Vogelarten wertvoll.
Das Gebiet umfasst einen Teilbereich der größeren Kulturlandschaft Dingdener Heide, die durch Jahrhunderte bäuerliche Landnutzung geprägt ist und zu der noch weitere umliegende Bereiche gehören.
Der Kernbereich des Naturschutzgebiets wird auch als Große Dingdener Heide bezeichnet. Nördlich direkt angrenzende Flächen in Rhede (Kreis Borken) liegen im NSG Büngernsche und Dingdener Heide. In geringer Entfernung existiert weiter westlich das NSG Kleine Dingdener Heide, in dem es auch Feuchtheidebereiche gibt. Andere Flächen der Dingdener Heide liegen v. a. in Landschaftsschutzgebieten.

## Flora und Fauna
In den stärker vernässten Bereichen des NSGs gibt es einige Flachwassertümpel und weitere Teilflächen stehen zumindest zeitweise unter Wasser. Dort kommen Flutrasen und Rohrglanzgras-Röhrichte vor. Neben mehreren seltenen Seggenarten wächst an einigen Stellen auch der Sumpfquendel. Entlang von Fließgewässern im Gebiet gibt es kleinflächige Bruchwaldbereiche. Die Tümpel sind für Amphibien als Laichplätze, für Libellen sowie für Wat- und Wasservögel wichtig.
Zu den gefährdeten, im Gebiet brütenden Vogelarten gehören unter anderem Rotschenkel, Uferschnepfe, Austernfischer, Wiesenpieper, Bekassine, Großer Brachvogel, Flussregenpfeifer, Kiebitz, Wachtel, Schafstelze, Krickente, Neuntöter, Baumfalke und Steinkauz. Weitere Arten nutzen das Gebiet als Rast- und Nahrungsstätte (v. a. Wintergäste und Durchzügler), so z. B. Goldregenpfeifer, Bruchwasserläufer, Löffelente, Blässgans, Kornweihe und Schwarzstorch.
Aus vogelkundlicher Sicht hat das Naturschutzgebiet landesweite Bedeutung. Insgesamt wird es auch als bedeutend für den regionalen und landesweiten Biotopverbund eingestuft.

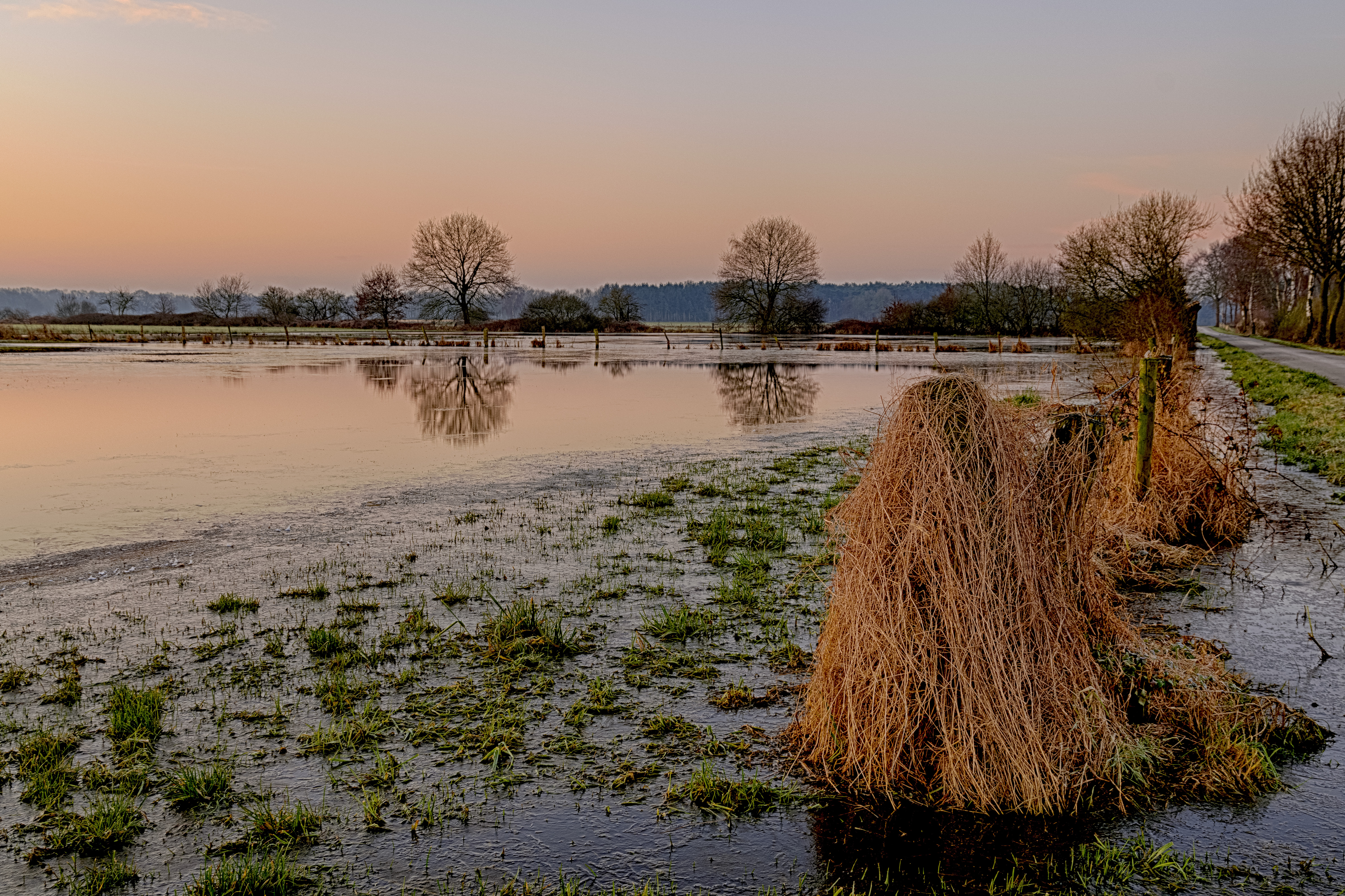
Winterlich überstautes Grünland im NSG (2015)
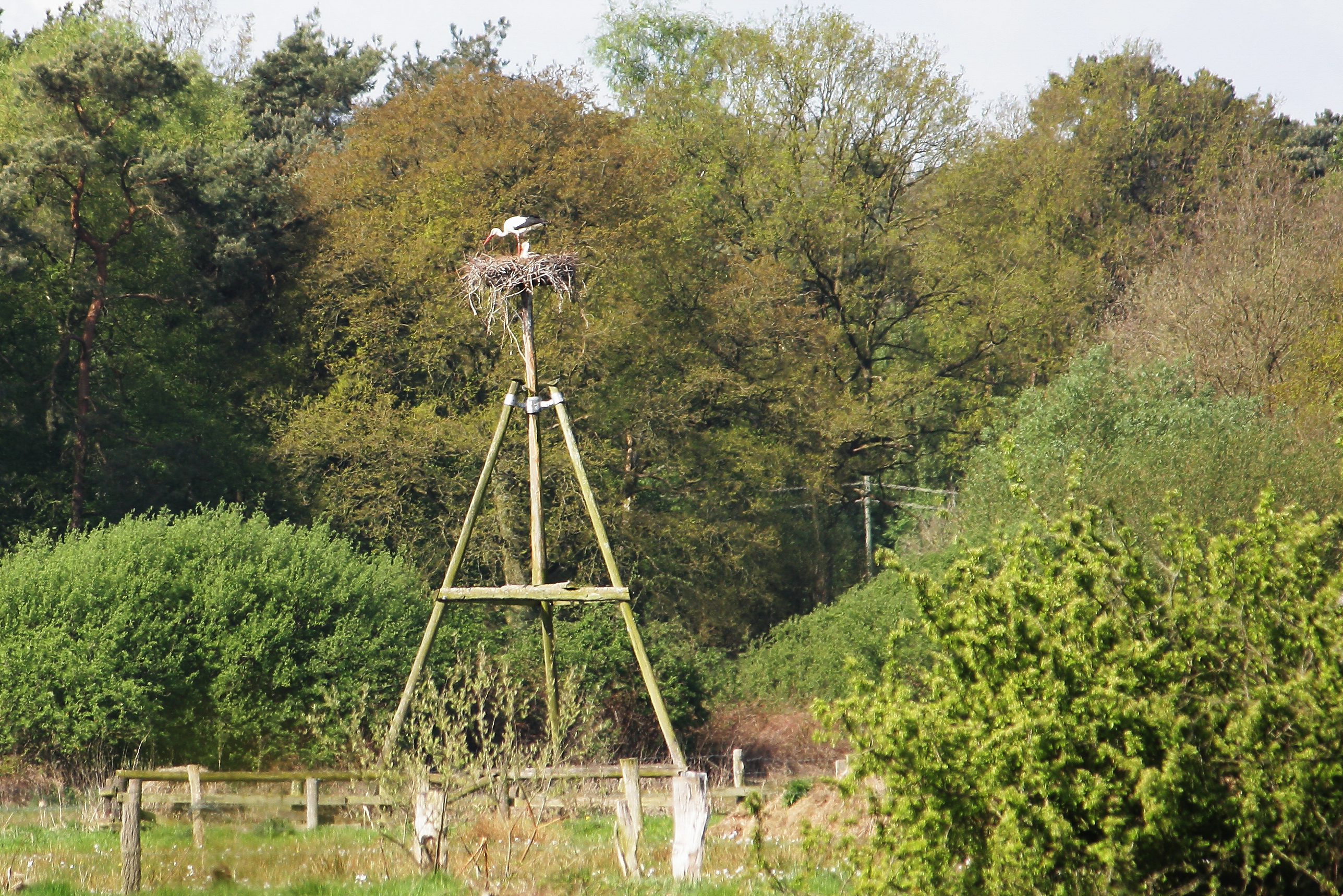
Weißstorch-Horst im NSG (2014)
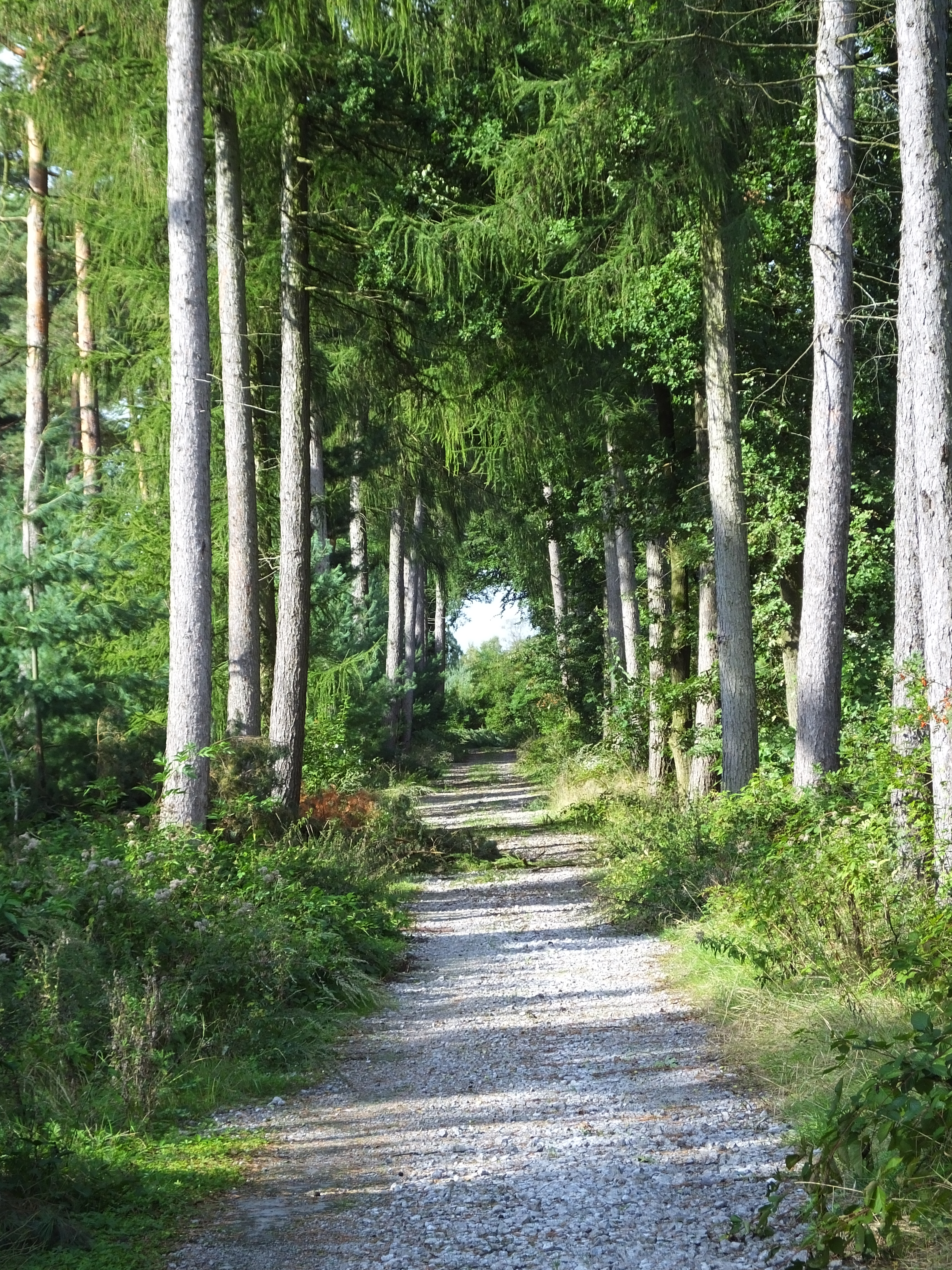
Waldweg im NSG Dingdener Heide (2013)

## Tourismus
Durch das Gebiet führen einige Straßen und Wege, von denen aus Blicke in die umzäunten Grünlandbereiche möglich sind. Eine Aussichtskanzel steht ungefähr mittig im NSG, etwas abseits der Straße Zum Venn östlich des Abzweigs Büngerner Heide.
Am westlichen Gebietsrand führt ein landschaftskundlicher Rundwanderweg entlang, der unter der Bezeichnung „Dingdener Heide – Geschichte einer Kulturlandschaft“ beworben wird.
Er verläuft im Wesentlichen durch drei benachbarte Schutzgebiete, u. a. durch das NSG Kleine Dingdener Heide, und geht auf ein Förderprojekt der NRW-Stiftung und des NABU zurück, in dessen Rahmen verschiedene historische Formen der bäuerlichen Kulturlandschaft rekonstruiert, gepflegt und erlebbar gemacht werden.
Ein Feuchtgrünlandbereich im westlichen Teil des Naturschutzgebiets zählt zum Projektgebiet und ist als „Zeitfenster Grünland“ mit Aussichtspunkt und Infotafel erschlossen.
Für die NRW-Stiftung setzt sich seit 1994 der Kabarettist Wendelin Haverkamp öffentlichkeitswirksam als Projektpate der Dingdener Heide ein. Betreuerin des Kulturlandschaftsprojekts ist die Biologische Station im Kreis Wesel, die ebenfalls das NSG Dingdener Heide betreut.